# パンダスタジオ浜松

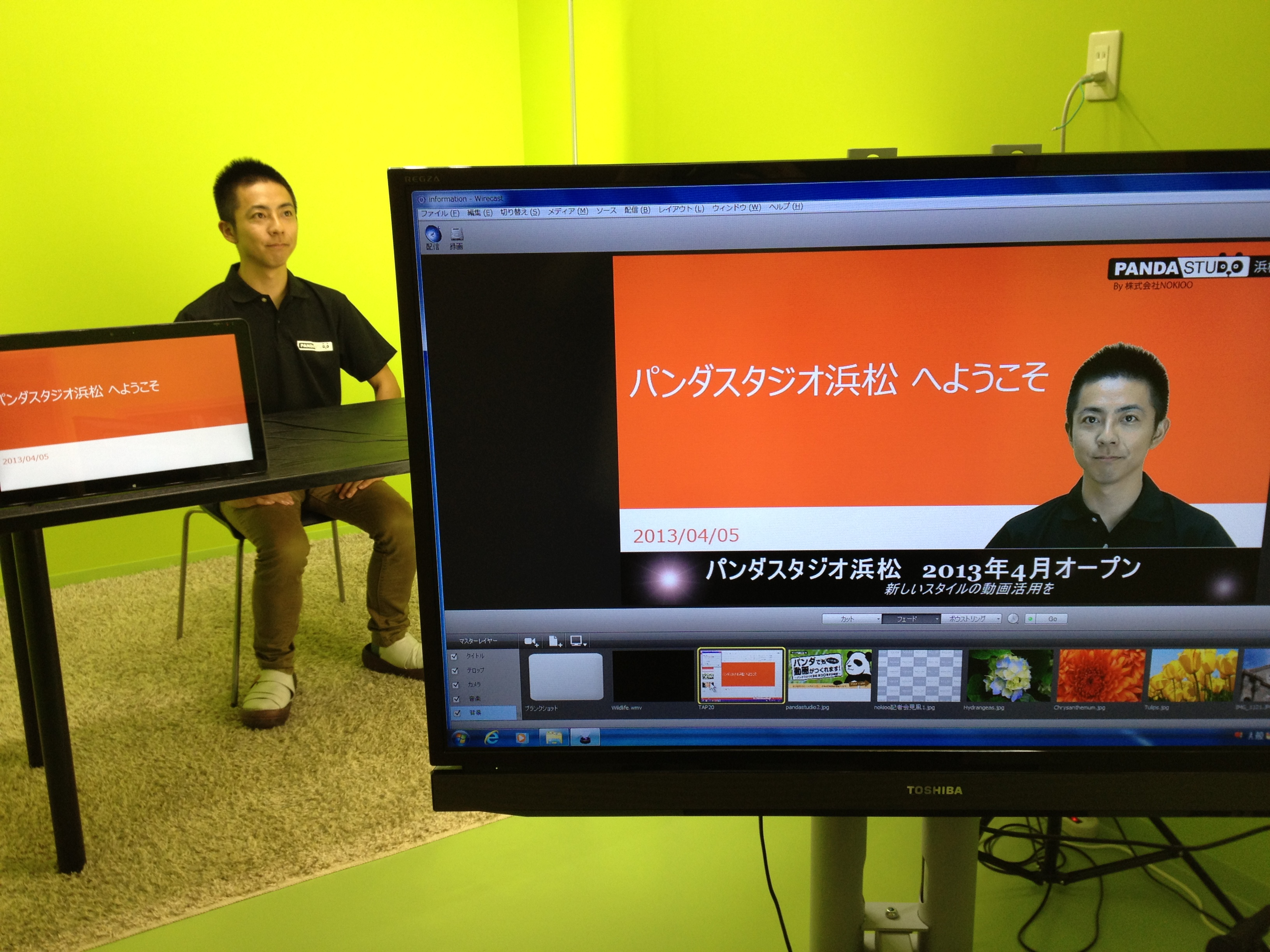
パンダスタジオ浜松の様子

パンダスタジオ浜松は、クロマキーに特化した動画撮影専門のスタジオ。運営は株式会社NOKIOO。
静岡県浜松市の浜松アリーナすぐそばにあり、クロマキー合成に特化、撮影終了と同時に動画が完成し即日納品が可能という特徴がある。そのため、動画や映像制作の経験が無い企業でも簡単に動画撮影を行える。スタジオの用途は、企業の会社紹介やリクルート情報の撮影、商品紹介の動画撮影、eラーニングコンテンツの制作、USTREAM配信などが多い。